# سرطان نسائي
السرطان النسائي هو نوع من السرطان يصيب الجهاز التناسلي الأنثوي، بما في ذلك سرطان المبيض، وسرطان الرحم، وسرطان المهبل، وسرطان عنق الرحم، وسرطان الفرج.
تُشكِّل سرطانات الجهاز التناسلي الأنثوي ما بين 10-15% من سرطانات النساء عمومًا، وتؤثر بشكل رئيسي على النساء بعد سن الإنجاب، لكنها قد تشكل تهديدًا للخصوبة لدى المريضات الأصغر سنًا. يُعتبر العلاج المركب هو الأكثر شيوعًا في علاج هذه الحالات، حيث يتضمن مزيجًا من التدخلات الجراحية وغير الجراحية (مثل العلاج الإشعاعي والعلاج الكيميائي).
يُشخص حوالي 82,000 امرأة سنويًا في الولايات المتحدة بالسرطان النسائي. وفي عام 2013، شُخصت نحو 91,730 حالة.

## العلامات والأعراض
عادةً ما تختلف العلامات والأعراض حسب نوع السرطان. الأعراض الأكثر شيوعًا في جميع أنواع السرطانات النسائية؛ النزيف المهبلي غير الطبيعي والإفرازات المهبلية وآلام الحوض وصعوبات التبول.
- انتفاخ أو تورم البطن
- كثرة التبول
- ألم في الحوض أو الظهر
- الشعور بالشبع الزائد/فقدان الشهية
- تغيرات في حركة الأمعاء
- تعب عام
- فقدان الوزن

سرطان بطانة الرحم
- النزيف بعد سن اليأس
- نزيف مهبلي غير طبيعي (دورات شهرية غزيرة أو غير منتظمة)
- إفرازات مهبلية
- صعوبة في التبول
- آلام الحوض

سرطان المهبل
- نزيف مهبلي غير طبيعي
- إفرازات مهبلية
- ألم الحوض
- التبول المؤلم والمتكرر

سرطان عنق الرحم
- ألم في البطن
- إفرازات مهبلية كريهة الرائحة
- ألم في الحوض و/أو الظهر
- بقع الدم
- النزيف بعد سن اليأس

سرطان الفرج
- الحكة: حكة مستمرة في الفرج
- نزيف الفرج
- ألم أو قرحة أو ليونة في الفرج
- الإحساس بالحرقان عند التبول
- كتلة أو قرحة ظاهرة تشبه الثؤلول على الفرج.

## علم الوبائيات
- تُصاب واحدة من كل 70 امرأة بسرطان المبيض في مرحلة ما من حياتها. وتتميز الدول الاسكندنافية بمعدل إصابة أعلى بنحو 6.5 مرة مقارنةً باليابان، وذلك بسبب عوامل متعددة، تشمل العوامل الوراثية والبيئية.[4]
- يشكل سرطان عنق الرحم النسبة الأكبر من سرطانات أمراض النساء.[4] في البلدان النامية، يُكتشف المرض عادةً في مراحل متقدمة.[4]